# コンコー県
コンコー県（コンコーけん、ベトナム語：Huyện Cồn Cỏ / 縣𡑱𦹵?）は、ベトナムクアンチ省の県である。本土から離れたコンコー島に位置し、かつてはヴィンリン県に属していたが、2004年10月1日に設立された。